# Dieriagino (rejon waszkiński)
Dieriagino (ros. Дерягино) – wieś w Rosji, w rejonie waszkińskim obwodu wołogodzkiego. W 2010 r. liczyła 6 mieszkańców.